# Olney (Illinois)
Olney és una població dels Estats Units a l'estat d'Illinois. Segons el cens del 2000 tenia 8.631 habitants.

## Demografia
Segons el cens del 2000, Olney tenia 8.631 habitants, 3.755 habitatges, i 2.301 famílies. La densitat de població era de 578,5 habitants/km².
Dels 3.755 habitatges en un 28,2% hi vivien nens de menys de 18 anys, en un 47,4% hi vivien parelles casades, en un 10,6% dones solteres, i en un 38,7% no eren unitats familiars. En el 33,7% dels habitatges hi vivien persones soles el 17,3% de les quals corresponia a persones de 65 anys o més que vivien soles. El nombre mitjà de persones vivint en cada habitatge era de 2,26 i el nombre mitjà de persones que vivien en cada família era de 2,89.
Per edats la població es repartia de la següent manera: un 23,8% tenia menys de 18 anys, un 9,1% entre 18 i 24, un 25,6% entre 25 i 44, un 21% de 45 a 60 i un 20,5% 65 anys o més.
L'edat mediana era de 39 anys. Per cada 100 dones de 18 o més anys hi havia 82,4 homes.
La renda mediana per habitatge era de 28.084 $ i la renda mediana per família de 37.365 $. Els homes tenien una renda mediana de 29.547 $ mentre que les dones 18.440 $. La renda per capita de la població era de 16.218 $. Aproximadament el 13% de les famílies i el 17% de la població estaven per davall del llindar de pobresa.

## Poblacions més properes
El següent diagrama mostra les poblacions més properes.